# Parco nazionale delle Channel Islands
Il parco nazionale delle Channel Islands (in inglese: Channel Islands National Park) è un parco nazionale situato in California, negli Stati Uniti d'America.